# Cushendun
Cushendun (Cois Abhann Duinne in gaelico irlandese) è un villaggio dell'Irlanda del Nord, situato nella contea di Antrim.